# Xã Henderson, Quận Cavalier, Bắc Dakota
Xã Henderson (tiếng Anh: Henderson Township) là một xã thuộc quận Cavalier, tiểu bang Bắc Dakota, Hoa Kỳ. Năm 2010, dân số của xã này là 40 người.